# Драчино
Драчино́ (угор. Újtövisfalva, нім. Dorndorf) — село у Свалявській громаді Мукачівського району Закарпатської області України. На струмку «Полінілі».

## Історія
Засновано переселенцями з Німеччини і Словаччини, яких запросив граф Шенборн для розвитку цього регіону.
В околицях Драчин в кінці ХІХ столітті знайдено дві бронзові бойові сокири. Тут, знаходиться і могила воїна — угра, який першим помер (за переказами) від ран вже по цей бік Карпат.
Засновано переселенцями з Німеччини і Словаччини, яких запросив граф Шенборн для розвитку цього регіону.
У 1820 році граф Шенборн запросив із Чехії і поселив тут декілька сімей німців -лісорубів і виділив їм 15 місць для будинків. Територія поселення сягала 19 гольдів землі (гольд — 0,43 га). За користування землею треба було платити 14 форинтів 35 крейцерів від кожного будинку. Село називалось Драчино, а німці йменували його Дорндорфом (нім. дорн — шип, колючка, драча).
У 1863 році у поселенні була побудована римо — католицька церква св. Трійці. Ця церква проіснувала до 1961 року і була зруйнована під час чергової хвилі боротьби радянської влади з релігією.
Біля села розташований Свято-Кирило-Мефодіївський Свалявський жіночий монастир.
Монастир св. Кирила і Мефодія. 1997.
Монастир на Свалявщині почали будувати за ініцативою благочинного Василя Барни у 1993 р. У 1994 р. завершено будівництво головного корпусу нового монастиря, а до 1997 р. закінчили і штукатурно-малярні роботи. Коштами допомагають мешканці Сваляви та навколишніх сіл, а також підприємства міста.
У 2000 р. завершено спорудження мурованої церкви. Малювання ікон та стін виконав київський художник Вячеслав Пашковський.

## Населення
Згідно з переписом УРСР 1989 року чисельність наявного населення села становила 944 особи, з яких 455 чоловіків та 489 жінок.
За переписом населення України 2001 року в селі мешкали 922 особи.

### Мова
Розподіл населення за рідною мовою за даними перепису 2001 року:
| Мова       | Відсоток |
| ---------- | -------- |
| українська | 95,25 %  |
| російська  | 2,38 %   |
| вірменська | 0,65 %   |
| німецька   | 0,65 %   |
| словацька  | 0,54 %   |
| угорська   | 0,54 %   |

## Транспорт
- залізничний зупинний пункт Драчини

## Туристичні місця
- в кінці ХІХ столітті знайдено дві бронзові бойові сокири.
- могила воїна — угра, який першим помер (за переказами) від ран вже по цей бік Карпат.
- памятник Кирилу і Мефодію
- гейзер мінеральної води 